# Palle Reenberg
Palle Reenberg (3 de octubre de 1902 – 12 de septiembre de 1980) fue un actor de nacionalidad danesa. 

## Biografía
Era hijo del actor Holger Reenberg y medio hermano de Jørgen Reenberg.
Palle Reenberg se graduó en la escuela del Teatro Real de Copenhague. Formó parte de diversas compañías teatrales, entre ellas las del Casinoteatret en Copenhague, y la del Aalborg Teater, en Aalborg. Reenberg participó también en algunas obras teatrales televisadas, entre ellas Madre Coraje y sus hijos. 
Palle Reenberg falleció en el año 1980. Fue enterrado en el Cementerio Søndre, en Aalborg.

## Filmografía (selección)
- 1933 : Hemslavinnor
- 1934 : København, Kalundborg og - ?
- 1936 : Snushanerne
- 1950 : Lyn-fotografen
- 1955 : Flugten til Danmark